# Frisiavoni
I Frisiavoni (Frisiavones, Frisævones o Frisiabones) sono una tribù germanica solitamente considerata come una suddivisione meridionale dei Frisi, ma citati da Plinio il Vecchio come tribù a sé stante, semplici vicini dei Frisii.

## Etnonimo
È impressionante nel lavoro di Plinio la similitudine tra Frisiavones e Frisii. Potrebbe essere dovuto ad una semplice coincidenza, a relazioni tribali o ad una simile etimologia. I Frisoni andrebbero considerati tra gli Ingaevones, citati da Pitea (come "Guiones", IV secolo a.C.) come abitanti delle coste del Mare del Nord. Secondo Tacito si tratterebbe dei presunti adoratori del dio Ing; e siccome il dio "Fro" (antico nordico "Freyr") è spesso considerato sinonimo di Ingus, un simile culto di "Fro" potrebbe essere all'origine della somiglianza tra i nomi dei popoli.

## Storia
Secondo le iscrizioni trovate in Britannia (datate tra il 103 ed il 249 d.C.) i Frisiavoni nell'esercito romano sono sinonimi di Frisoni. Lo storico bizantino Procopio (morto nel 562 d.C.) chiamava i Frisoni "Phrissones", una trascrizione di Frisiavoni, citandola come una delle tre tribù che abitavano la Britannia. Nelle fonti latine i Frisoni vennero semplicemente chiamati Frisii. Nel libro IV del Naturalis historia Plinio cita la tribù in due diverse occasioni, non necessariamente legate tra loro, sollevando il dubbio che i Frisoni fossero l'unico popolo conosciuto come abitante della Frisia. Tutta la conoscenza di questo argomento è basata su deduzioni.
Nel suo De origine et situ Germanorum Tacito cita due diversi gruppi di Frisoni, maioribus minoribusque frisii (Frisoni maggiori e minori), entrambi insediati lungo il Reno. Si crede che i Frisoni abbiano solo cercato di abitare queste terre ad ovest della foce in seguito alla rivolta batava di Giulio Civile (70 d.C.), quando questa parte del delta venne abbandonato dai Canninefati. Questa ipotesi sembrerebbe in contraddizione con la cronologia del Naturalis historia, presentata a Tito solo nel 77 d.C. Il tempo trascorso era troppo breve per permettere la nascita di un nuovo popolo scorporato dai Frisoni grazie ad una propria migrazione.
La loro locazione geografica potrebbe essere tratta da Plinio. I Frisiavoni vengono citati la prima volta al paragrafo 101, in questo ordine: Frisii, Chauci, Frisiavones, Sturii e Marsacii. In questa lista solo i Frisii (pronunciati "Frisians") ed i Chauci sono abbastanza conosciuti grazie ad altre fonti. Riguardo ai Marsaci esistono alcune indicazioni secondo le quali avrebbero abitato la parte sud-occidentale dei Paesi Bassi, probabili parenti stretti dei celtici Morini. L'identificazione degli Sturii con l'antica città Frisona di Stavoren è solo un'ipotesi. Dal momento che il nome Frisiavoni appare spesso come sinonimo di Frisoni, gli scrittori moderni preferiscono identificarli come il sottogruppo dei Frisoni citato da Tacito che in seguito migrò a sud-ovest, supportando quindi l'ipotesi di Plinio riguardo alla provenienza geografica. Leggendo invece l'elenco da ovest ad est (al contrario di quanto ci si aspetterebbe da Plinio) si posizionerebbero Frisiavoni, Sturgi e Marsaci ad oriente dei Cauci. Andare così ad est significherebbe ritrovarsi sul fiume Elba, dove la conoscenza geografica dei Romani non era precisa. L'intera zona costiera tra l'Elba e la Svezia era abitata da tribù il cui posizionamento è difficoltoso.
Solitamente Plinio elenca i popoli che conosce da est ad ovest. Per cui non erano i Frisii, ma i Frisiavones a dover essere equiparati al popolo noto come Frisoni. Infatti i Frisiavoni vengono citati spesso nelle fonti romane e nelle iscrizioni come sinonimo di Frisoni. La domanda potrebbe essere rovesciata: Chi erano i Frisii? Come Tacito, anche Plinio si basa solo sulle voci per identificare i popoli che abitavano oltre le frontiere romane, e quelle con cui venivano combattute le guerre. Se anche tutti i popoli con nome simile a Frisii abitavano fin dall'antichità la regione oltre l'Elba, non si conosce molto di più riguardo a loro, tranne l'idea generale che all'apice del loro potere i Frisoni si siano molto espansi ad est. Questa cosa fa immaginare che la loro origine sia molto più ad occidente.
Una seconda citazione di Plinio sui Frisiavoni, nel paragrafo 106, li descrive in mezzo alle tribù celtiche che occupavano l'attuale Belgio. Qui Plinio inizia ad elencare i popoli da ovest ad est, posizionando quindi i Frisiavonii da qualche parte nei pressi dell'attuale Limburgo, tra Sunuci e Baetasi. Questo nuovo posizionamento è incerto, e non si sa se questi Frisiavoni siano lo stesso popolo o piuttosto una piccola parte migrata a sud.
In alcuni scritti moderni si tende ad evitare l'uso del termine Frisiavoni, o di altri sinonimi, per distinguerli da altri Frisoni. Più importante è la crescente consapevolezza che i Frisoni condivisero la loro cultura con altri popoli creando una più larga mescolanza culturale, in cui l'etimologia dei nomi delle tribù vicine o imparentate si è persa prima di arrivare a noi.